# Thierry Lacroix
Thierry Lacroix (Nogaro, 2 marzo 1967) è un ex rugbista a 15 e commentatore sportivo televisivo francese, apertura della Francia in due edizioni della Coppa del Mondo e secondo miglior marcatore internazionale del suo Paese.

## Biografia
Cresciuto nel Saint-Paul-lès-Dax e formatosi come fisioterapeuta, professione esercitata prima di divenire professionista nel 1996, Lacroix si propose nel rugby di vertice nelle file del Dax, compagine con la quale si mise in luce fino a giungere alla Nazionale, nella quale esordì nel 1989 in un test match contro l'Australia.
Divenuto uno dei punti fermi della Francia (con la cui selezione universitaria vinse la Coppa del Mondo di categoria del 1992), partecipò ai Cinque Nazioni del 1991, 1993, 1994, 1995 e 1996, vincendo l'edizione 1993; prese parte alla Coppa del Mondo di rugby 1991 in Inghilterra e fu protagonista, in negativo, della sconfitta interna contro la Scozia (21-23) al Cinque Nazioni 1995, realizzando solo un tiro piazzato su sei, a causa della deconcentrazione dovuta a un grave incidente automobilistico in cui sua madre era rimasta coinvolta qualche giorno prima; qualche mese più tardi, a Pretoria, durante la Coppa del Mondo di rugby 1995, incontrando di nuovo la Scozia, fu l'artefice della vittoria francese per 22-19 con una trasformazione e cinque piazzati tra i pali, per un totale di 17 punti.
In tale edizione della Coppa si laureò anche miglior realizzatore del torneo (112 punti) e miglior realizzatore di piazzati in una singola gara (contro l'Irlanda, 8).
Dopo la Coppa del mondo rimase in Sudafrica per due stagioni, nei Natal Sharks, con cui vinse due Currie Cup consecutive, nel 1995 (realizzando il record di piazzati tra i pali per finali di tale torneo, 6) e 1996; tornato in Europa, fu ingaggiato dagli inglesi del Saracens e una stagione più tardi dagli Harlequins.
Disputò il suo ultimo incontro internazionale nel 1997 proprio contro il Sudafrica: furono 43 in totale gli incontri per la Francia con 367 punti, che ne fanno a tutt'oggi il secondo miglior realizzatore internazionale per il suo Paese, alle spalle di Christophe Lamaison (380).
Tornò in Francia nel 2001 al Perpignano per due stagioni, poi chiuse la carriera a 37 anni con il Castres, con il quale vinse l'European Shield nel 2003.
Dopo il ritiro è divenuto commentatore rugbistico in televisione, per France Télévisions, TF1 (per cui ha collaborato alle telecronache delle Coppe del Mondo 2007 e 2011) ed Eurosport.

## Palmarès
- Currie Cup: 2
Natal Sharks: 1995, 1996
- European Shield: 1
Castres: 2003